# Dicliptera driophila
Dicliptera driophila är en akantusväxtart som beskrevs av Emery Clarence Leonard. Dicliptera driophila ingår i släktet Dicliptera och familjen akantusväxter. Inga underarter finns listade i Catalogue of Life.